# Edmund Hauler
Edmund Hauler (* 17. November 1859 in Ofen (Buda); † 1. April 1941 in Wien) war ein österreichischer Klassischer Philologe.

## Leben

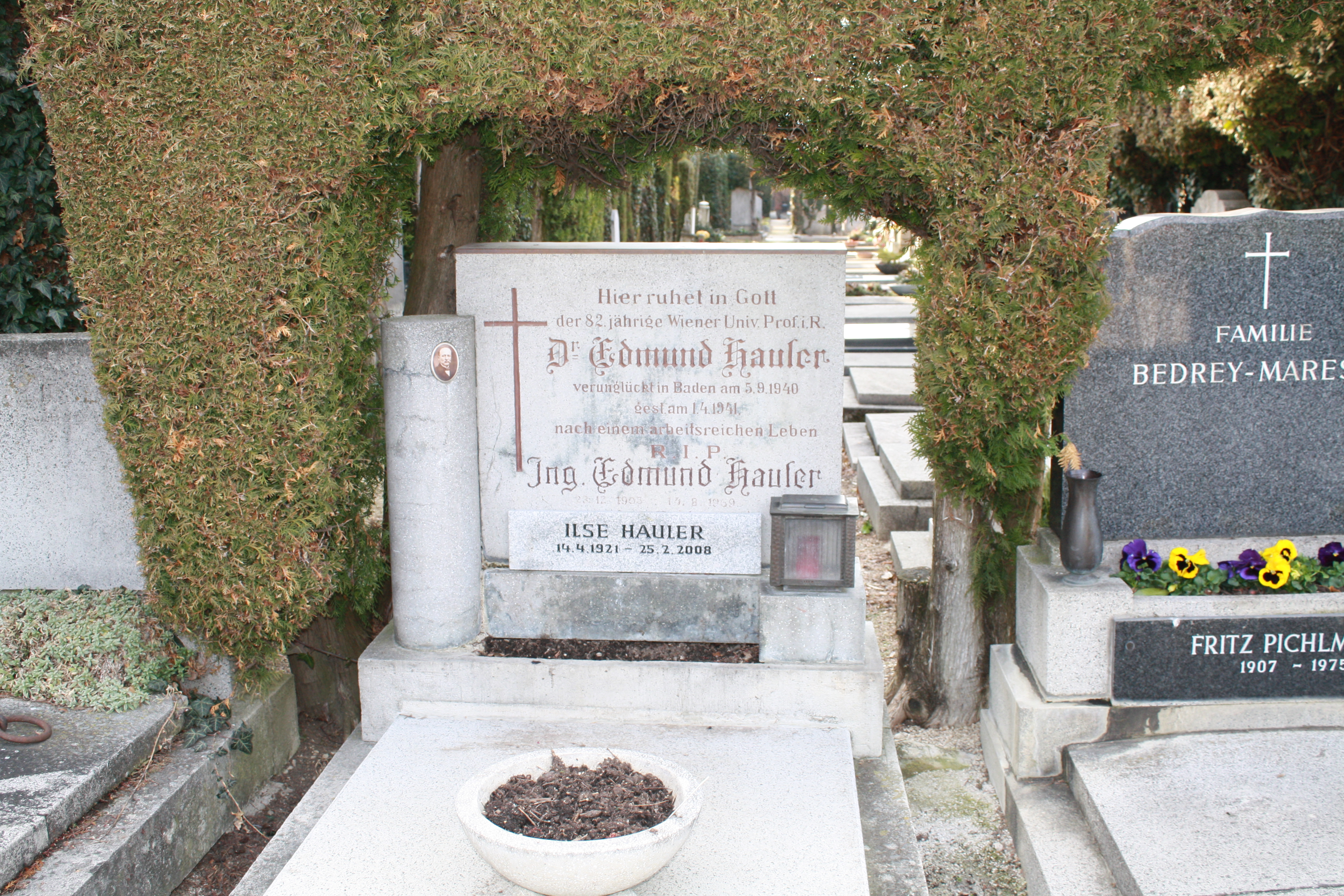
Grab am Stadtfriedhof in Baden

Edmund Hauler, Sohn des Gymnasiallehrers Johann Hauler, studierte an der Universität Wien wie sein Vater Klassische Philologie. Zu seinen bedeutendsten Lehrern zählte Wilhelm von Hartel. Seine Promotion mit der Dissertation Terentiana: Quaestiones cum specimine lexici erfolgte 1882 sub auspiciis Imperatoris, das heißt im Beisein des Kaisers Franz Joseph I., womit er der erste Student einer philosophischen Fakultät in Österreich-Ungarn war. Nach dem Examen, das Hauler zwei Jahre später absolvierte, leistete er 1884/1885 sein Probejahr am Akademischen Gymnasium in Wien ab. Anschließend vertiefte er sein Studium 1885 bei Hermann Usener und Franz Bücheler in Bonn und wurde Mitglied des Philologischen Vereins Bonn im Naumburger Kartellverband. Er unternahm von 1885 bis 1887 Bildungsreisen nach Frankreich, England, der Schweiz und Italien. In Wien arbeitete er von 1890 bis 1893 als Gymnasiallehrer und ging dann als Dozent an die dortige Universität, zunächst als Privatdozent, seit 1896 als außerordentlicher und seit 1899 als ordentlicher Professor. Im akademischen Jahr 1914/1915 war er Dekan der Philosophischen Fakultät der Universität. 1931 trat er in den Ruhestand. Hauler war Mitglied der Wiener Akademischen Burschenschaft Moldavia.
Hauler starb, nachdem er in Baden verunglückte. Begraben ist er am Stadtfriedhof in Baden.

## Leistungen
Hauler sammelte auf seinen Studienreisen Handschriften und entdeckte zahlreiche wertvolle Fragmente, die für die kritische Edition verschiedener Autoren von Bedeutung waren. So veröffentlichte er 1886 in den Sitzungsberichten der Akademie der Wissenschaften in Wien 18 Palimpsest-Spalten mit Fragmenten aus den Historien des Sallust, von denen bis heute nur Fragmente bekannt sind; er entzifferte eine vulgärlateinische Übersetzung der Didascalia apostolorum und fand neue Fragmente der Dichter Menander und Sotades.
Sein größtes Unternehmen war die Neuordnung und Edition der Briefe Frontos nach den wenige Jahrzehnte zuvor entdeckten Palimpsestseiten in der Vatikanischen und Ambrosianischen Bibliothek (in Mailand), mit der ihn 1897 die Preußische Akademie der Wissenschaften beauftragte. Hauler veröffentlichte über 50 Aufsätze zu den Thema, konnte jedoch die Ausgabe vor seinem Tode nicht abschließen. Sie wurde von Rudolf Hanslik vollendet.
Hauler beschäftigte sich mit der lateinischen Sprache von der Spätantike (Patristik) bis zum Neulatein. Er vertrat in der Wiener Akademie seit 1907 die Thesaurus-Kommission und war von 1925 bis zu seinem Tode Obmann des Wiener Corpus Scriptorum Ecclesiasticorum Latinorum (CSEL). Er war Mitherausgeber der Reihe Dissertationes philologae Vindobonenses und seit 1899 Schriftleiter der Zeitschriften Wiener Studien und Zeitschrift für die österreichischen Gymnasien.